# Третя англо-афганська війна
Третя англо-афганська війна 1919 року — збройна боротьба Емірату Афганістан проти Британської індійської армії на захист проголошеної незалежності країни від іноземного втручання. Спроба Великої Британії силою підкорити собі Афганістан завершилась невдачею.

## Перебіг війни
21 лютого 1919 року на емірський престол в Афганістані посів Аманулла-хан. За підтримки армії та радикальної партії «молодоафганців» він оголосив про ліквідацію політичної залежності країни від Великої Британії. 3 травня британо-індійська армія вторглась до країни на Хайберському, Вазірістанському й Кандагарському напрямках, у відповідь Аманулла-хан оголосив їм джихад. Втім 50-тисячна афганська армія не змогла зупинити їхній наступ, і вже 5 травня була розбита. Тільки наступного дня в Кабулі отримали ноту Великої Британії з офіційним оголошенням війни. Британські літаки завдали бомбових ударів по Джелалабаду й Кабулу. Прикордонні афганські племена підбурили повстання проти британців, і у той самий час в Індії посилився національно-визвольний рух. 3 червня було укладено перемир'я між британськими та афганськими військами. 8 серпня 1919 року в Равалпінді (Британська Індія) було підписано прелімінарну мирну угоду, за якою Афганістану надавалась незалежність у зовнішній політиці.